# 觀威觀音風力發電站
觀威觀音風力發電站位於臺灣桃園市觀音區，為隸屬於達德能源公司旗下的風力發電站，該發電站一共裝設19部風力發電機組，總裝置容量為43.7MW。

## 電廠概況

### 沿革
觀威觀音風力發電站最早由德商英華威（InfraVest）所申請，英華威的慣例為每個風場均成立一個子公司，該申請案之業主為「觀威風力發電股份有限公司」，其為英華威旗下之子公司。2016年英華威在台灣可再生能源電廠被總部位於德國不萊梅的wpd AG收購，wpd AG在台灣成立「達德能源股份有限公司」（wpd Taiwan Energy Co. Ltd.），該風場與英華威申請之另一座風場「桃威觀屋風力發電站」，在達德能源官網合稱「桃園市觀音區風力發電廠」。
觀威觀音風力發電站共裝設19部風力發電機組，14座於2010年6月開始商轉，2011年增建3座，2013年增建2座。

### 運轉
在台電機組發電量統計中，「觀威觀音」與「桃威觀屋」兩座電廠發電量為合併計算，但在發電廠統計為分開計算。

## 電廠位置
觀威觀音風力發電站總計有19部機組，全部位於桃園市觀音區，各風機設置分布位置為：
1. 樹林里：第17號風機
2. 富林里：第18號風機
3. 白玉里：第33、34A、35A、36、37、72、73號風機
4. 觀音里：第22、23、24號風機
5. 大潭里：第25、26、27、28、29、30號風機
6. 保生里：第31號風機

## 設備

### 發電機組
| 風力發電機類型                  | 風力發電類型 | 機組數量 | 裝置容量（MW） | 商轉日期  | 狀態   |
| ------------------------------- | ------------ | -------- | -------------- | --------- | ------ |
| 德国愛納康公司製E70型風力發電機 | 陸域風力發電 | 19       | 43.7MW         | 2010年6月 | 商轉中 |

## 資料來源
1. ↑  . 黃頁任意門.   [2020-01-26]. （原始内容存档于2022-06-13） （中文（臺灣））.
2. ↑  . 中國時報. 2019-03-24  [2020-01-26] （中文（臺灣））.
3. 1 2  . 達德能源.   [2020-01-26]. （原始内容存档于2019-12-09） （中文（臺灣））.
4. ↑  . 台灣電力公司.   [2020-01-26]. （原始内容存档于2019-06-23） （中文（臺灣））.
5. ↑  . 台灣電力公司.   [2020-01-26]. （原始内容存档于2019-06-30） （中文（臺灣））.
6. ↑  . 桃園市觀音區公所. 2016-12-22  [2020-01-26] （中文（臺灣））.